# Daniel Mallory

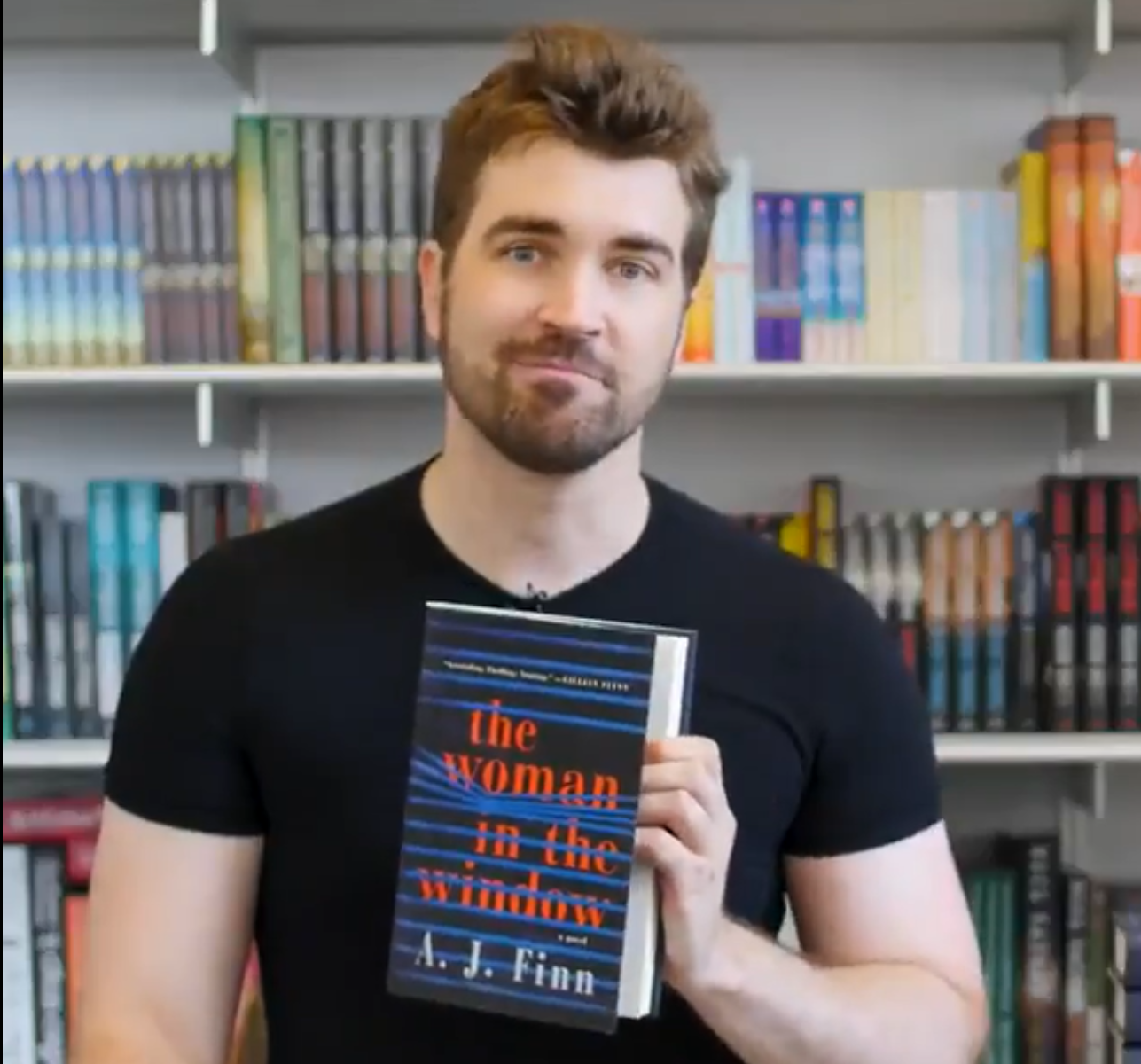
Dan Mallory / A.J. Finn, 2019

Daniel Mallory (* 1979 in New York), kurz Dan Mallory, ist ein US-amerikanischer Autor, der unter dem Pseudonym AJ Finn bzw. A.J. Finn schreibt.
Sein Debütroman The Woman in the Window, der im Januar 2018 veröffentlicht wurde, stand am 4. Februar 2018 auf Platz 1 der New York Times-Bestsellerliste und konnte sich danach elf Wochen auf der Liste halten. Der Roman stand auf der Shortlist des British Book Award 2019, ist unter dem gleichen Titel verfilmt worden, sollte im Oktober 2020 in die Kinos kommen, hatte aber erst – bedingt durch Corona – am 14. Mai 2021 auf Netflix Premiere.

## Leben

### Familie
Daniel Mallory wurde in eine wohlhabende US-amerikanischen Familie geboren und katholisch erzogen. Sein Vater John Mallory ist verheiratet mit Pamela Mason Poor. John Mallory war Leitender Angestellter der Bank of America in Charlotte. Das Paar hat vier Kinder, außer Daniel einen weiteren Sohn, John Mallory Jr. (Jack) und die beiden Töchter Hope und Elizabeth.
Sein Großvater mütterlicherseits, John Barton Poor, war Vorsitzender von RKO General.

### Ausbildung
Als er neun Jahre alt war, zog die Familie aus Garden City auf Long Island nach Virginia und dann nach Charlotte, wo er die private Charlotte Latin School besuchte.
Er studierte englische Literatur an der Duke University, veröffentlichte diverse Artikel in dem Magazin The Chronicle der Universität, studierte Schauspiel bei dem Regisseur und Schauspieler Jeffery West und war aktiv im Studententheater der Universität.
2001 machte er seinen Abschluss an der Duke University. Zwischen 2002 und 2004 studierte er in Oxford und belegte Kurse über Englische Literatur des 20. Jahrhunderts.

### Berufliche Karriere
2004 kehrte er in die USA zurück. Seine folgende Laufbahn im Verlagswesen ist nicht lückenlos und nur teilweise mit gesicherten Quellen zu belegen. 
2009 erhielt er eine Anstellung als Herausgeber bei Sphere Books, die zur Little Brown Group gehören. 
In August 2012 gab Mallory seinen Job bei Little, Brown auf, nachdem er immer wieder Fehlzeiten hatte, die er mit schweren Erkrankungen begründete.
2016, als sein Buch zur Veröffentlichung vorbereitet wurde, war er Editor beim Verlagshaus William Morrow, das auch seinen Debütroman herausbrachte.

## Rezeption
2019 veröffentlichte Ian Parker einen längeren Aufsatz in dem Literaturmagazin The New Yorker, in dem er akribisch die Spuren von Mallorys Leben und Karriere verfolgt und Interviews mit Personen referiert, die seinen Lebensweg gekreuzt haben.
Parker stellt Mallory als einen gewohnheitsmäßigen, möglicherweise pathologischen Lügner dar. Mallory habe mehrmals erzählt, dass seine Mutter und sein Vater gestorben sind. Er selbst habe einen Hirntumor gehabt, auch einen Tumor am Rückenmark, sein Bruder habe Suizid begangen. In seiner Zeit in Oxford 2002/2004 hatte er Seminare bei John Kelly (* 1942) und schrieb einen Essay über Patricia Highsmith, von dem es allerdings keine gedruckte Fassung gibt. In Interviews gibt er an, er habe in Oxford promoviert. Eine Dissertation in Oxford hat er nicht geschrieben, angeblich wurde er beim Studium durch die Krebserkrankung seiner Mutter unterbrochen. Sowohl Mutter, Vater als auch der Bruder Jack, unter dessen E-Mail-Account er immer wieder Mails an ehemalige Kollegen geschrieben hat, sind bis dato (2020) noch am Leben und äußern sich nicht oder nur knapp zu Mallorys Geschichten. Auch ein weiterer Doktortitel in Psychologie, den er an einer amerikanischen Universität mit einer Dissertation über das Münchhausen-Syndrom erhalten haben will, existiert nicht.
Der Artikel von Parker rief ein breites Echo in der englischsprachigen Presse hervor. Laut James Kidd, einem Journalisten von The National Arts & Culture, steht Mallory durchaus in der Tradition von Autoren, die ihren Lebenslauf gefälscht oder farbig ausgeschmückt haben.
In einer Antwort auf Parkers Artikel sagte Mallory, schwere Bipolare Störungen (Bipolar-II Disorder) hätten starke Depressionen, Wahnvorstellungen, morbide Zwangsvorstellungen und Gedächtnisprobleme verursacht.